# Triglie alla viareggina
Le triglie alla viareggina sono un piatto tradizionale della cucina viareggina e livornese. 
Pellegrino Artusi nel suo La scienza in cucina e l'arte di mangiar bene del 1891 riporta questa preparazione (Ricetta 472).

## Preparazione
Preparare uno sfritto con un battuto di aglio e prezzemolo. Aggiungere la passata di pomodoro far bollire, poi le triglie. 
Far ritirare il sugo, poi aggiungere un bicchiere di vino rosso e un po' d'acqua. Far ritirare a fuoco lento.  